# Anells sense dits
Anells sense dits és una coreografia d'Avelina Argüelles estrenada al Teatre Regina dins de la Mostra de Dansa Independent el 22 de maig de 1980. És una peça de dotze minuts coreografiada per al col·lectiu Heura; va esdevenir la segona peça d'Argüelles.

## Argument
Tot imitant el ritual d'un casament, Argüelles compon un trio amb la col·laboració de Toni Gómez i Álvaro de la Peña. El primer d'entrar a escena és el nuvi, interpretat per De la Peña, amb un barret de copa blanc construït per David Lain, manejable i resistent. Argüelles es va plantejar aquesta escena com una paròdia: el ballarí espera i adopta diferents posicions, s'hi asseu, hi puja i en cau. Simultàniment entren com si ho fessin contra la seva voluntat, pel costat oposat de l'escenari, la ballarina (Argüelles) i un altre ballarí (Gómez). Quan es troben, el pare ofereix la mà de la seva filla al nuvi, i comença un trio en què la ballarina passa dels braços de l'un a l'altre, mentre els evita amb la mirada. Al final els nuvis s'agafen de les mans del pare. Argüelles va proposar dos finals diferents: un d'ambigu i un altre en què la núvia finalment rebutjava el casament. A aquest final tancat l'acompanyava la cançó La tieta, de Joan Manel Serrat.

## Anàlisi
Com havia fet en Absència, la seva primera peça, Argüelles s'inspira en una experiència significativa de la seva vida per crear Anells sense dits. En aquest cas es tracta del casament de la seva germana petita el 1964. La coreògrafa va interpretar la decisió de la seva germana com un fruit de què el règim franquista esperava de les dones joves: ser esposes i mares. La coreògrafa utilitza les analogies de la cerimònia de les noces per crear una metàfora i hi inclou elements absurds, com el barret blanc de copa, per emfatitzar la seva perspectiva sarcàstica i crítica. L'estereotip trist de «La tieta», de Serrat, contrasta amb l'actitud alliberada de la ballarina (Argüelles que mira cap a l'horitzó). A partir d'aquesta contraposició, la coreògrafa reivindica una nova era per a les dones en què poden escollir el seu estat civil, sense que la solteria sigui un estigma.
Anells sense dits va guanyar el segon premi del concurs coreògrafic de Sommerakademie des Tanzes, de Colònia, un any en què entre el jurat hi havia Susanne Linke. Gràcies a aquest premi la televisió alemanya va gravar la peça. La dramatúrgia de la coreografia deu molt a la tradició de la dansa expressionista alemanya. En aquesta peça Argüelles remarca la seva resistència contra el que el règim franquista esperava de les dones i fa aflorar en la dansa contemporània catalana un discurs feminista.